# Друм (Роскоммон)
Друм (англ. Drum; ирл. Druim / Droma / An Droim) — деревня в Ирландии, находится в графстве Роскоммон (провинция Коннахт).